# Alfred Rainer
Pour les articles homonymes, voir Rainer.
Alfred Rainer, né le 2 septembre 1987 à Saalfelden et mort le 15 août 2008 à Innsbruck, est un spécialiste autrichien du combiné nordique.

## Carrière
Il participe à des épreuves organisées par la FIS à partir de l'hiver 2002-2003.
Sa première sélection en équipe nationale date de 2006 pour les Championnats du monde junior où il est médaillé d'argent dans l'épreuve par équipes.
Il fait ses débuts en Coupe du monde un an plus tard à Zakopane, où il marque directement ses premiers points (onzième). En fin de saison, il remporte trois médailles aux Mondiaux junior de Tarvisio, l'or en épreuve par équipes et le bronze sur les deux épreuves individuelles.
Lors de la saison 2007-2008, il termine régulièrement dans les points, obtenant même un top 10 au sprint de Zakopane (dixième). Il termine 24e du classement général.

## Décès
Le 7 août 2008, il est victime d'un accident en parapente à Maria Alm. Ayant subi une chute d'une vingtaine de mètres, il est conduit à l'hopital d'Innsbruck où l'on décèle de multiples fractures au niveau des jambes. Il est alors placé dans un coma profond, avant de décéder le 15 août à la suite de ses blessures.

## Palmarès

### Coupe du monde
- Meilleur classement général : 24e en 2008.
- Meilleur résultat individuel : 10e.

#### Différents classements en Coupe du monde
| Année     | Classement général final |
| 2006-2007 | 36e                      |
| 2007-2008 | 24e                      |

### Championnats du monde junior
- Médaille d'or par équipes en 2007,
- Médaille d'argent par équipes en 2006,
- Médaille de bronze en sprint et en Gundersen en 2007.

### Coupe du monde B
- 1 victoire à Klingenthal le 8 janvier 2007, lors d'un sprint dont l'épreuve de saut était disputée sur grand tremplin.

### Grand Prix d'été
- 1 troisième place ( Klingenthal, grand tremplin, mass start 10 km, 24 août 2007).

### Course FIS
- 3 victoires :
  -  Planica, sprint, 24 février 2007,
  -  Winterberg, gundersen individuel, 3 septembre 2006,
  -  Saint Moritz, sprint, 11 décembre 2005 ;
- 2 troisièmes places :
  -  Oberstdorf, sprint, 1er octobre 2006,
  -  Saint Moritz, gundersen individuel, 10 décembre 2005.